# Hugo Hartung (pisarz)
Hugo Hartung (ur. 17 września 1902 r. w Netzschkau – zm. 2 maja 1972 r. w Monachium) – niemiecki aktor, dramaturg i pisarz.

## Życiorys
Hartung urodził się 17 września 1902 r. w Netschkau w rejonie Vogtlandu, gdzie spędził swoją młodość. W latach 1923–1927 studiował germanistykę kolejno w Monachium, Lipsku i Wiedniu, wieńcząc swoją edukację doktoratem w Monachium. W latach 1928–1931 pracował w monachijskim teatrze, jako aktor i dramaturg, jednocześnie współpracując z rozmaitymi czasopismami i stacjami radiowymi. W swoich poglądach i publicystyce nie zgadzał się z ówczesną polityką narodowego socjalizmu, za co w 1936 roku zakazano mu publikować. Hartung złamał ten zakaz publikując pod pseudonimem N. Dymion. Podczas II wojny światowej przyjechał do Wrocławia, gdzie w 1940 roku przejął kierownictwo nad wrocławskimi teatrami, jako główny dramaturg. W 1945 roku, podczas oblężenia Festung Breslau został powołany w szeregi jednostek naziemnych Luftwaffe. Swoje przeżycia z tego okresu opisał w opartej na własnych doświadczeniach, pół-autobiograficznej powieści – Gdy niebo zstąpiło pod ziemię (niem. Der Himmel war unten). Książka ta była długoletnim bestsellerem w powojennych Niemczech. 
Po wojnie, w 1945 roku Hartung powrócił do Monachium, w którym pozostał do śmierci i napisał większość swoich książek. Za swoją twórczość został uhonorowany w 1956 roku Nagrodą Literacką im. Heinricha Drostego, a także innymi wyróżnieniami. 
Zmarł 2 maja 1972 roku w Monachium i został pochowany na Cmentarzu Zachodnim w Monachium (Westfriedhof).

## Twórczość
Hugo Hartung jest autorem wielu nowel, opowiadań i powieści. Bardzo popularna stała się w Niemczech jego powieść – Ich denke oft an Piroschka (pol. Często myslę o Piroschce), która została zekranizowana, a także zaadaptowana na potrzeby słuchowiska radiowego oraz sztuki telewizyjnej. 
- Der Himmel war unten (1951) (pol. Gdy niebo zstąpiło pod ziemię, "Via Nova" 2008 r.)
- Ich denke oft an Piroschka (1954)
- Wir Wunderkinder (1957) (pol. W czepku urodzeni : mimo wszystko pogodna opowieść o naszym życiu, "Iskry" 1961 r.)
- Das Feigenblatt der schönen Denise (1952)
- Aber Anne hieß Marie (1952)
- Ein Prosit der Unsterblichkeit (1960)
- König Bogumil König (1961)
- Timpe gegen alle (1962)
- Schlesien 1944/45 (Aufzeichnungen und Tagebücher, 1956) (pol. Śląsk 1944/1945 : zapiski i pamiętniki, "Via Nova" 2009 r.)
- Die glitzernde Marietta (Erzählungen, 1962)
- Gewiegt von Regen und Wind (1954)
- Wir Meisegeiers: der Wunderkinder 2. Teil (1972) (pol. My, Meisegeierowie, "Czytelnik" 1975 r.)
- Kindheit ist kein Kinderspiel (1968)
- Die goldenen Gnaden (1960)
- Die Braut von Bregenz (1961)
- Ihr Mann ist tot und läßt Sie grüßen (1965)
- Keine Nachtigallen im Ölbaumwald (1969)